# فيكي ميشيل
فيكي ميشيل (بالإنجليزية: Vicki Michelle)‏ هي ممثلة بريطانية، ولدت في 14 ديسمبر 1950 في المملكة المتحدة.

## وصلات خارجية
- فيكي ميشيل على موقع IMDb (الإنجليزية)
- فيكي ميشيل على موقع ميوزك برينز (الإنجليزية)
- فيكي ميشيل على موقع ديسكوغز (الإنجليزية)
- فيكي ميشيل على موقع قاعدة بيانات الفيلم (الإنجليزية)